# Ałła Achundowa
Ałła Achundowa (ur. 27 października 1939) – radziecka i azerbejdżańska poetka i scenarzystka. Zasłużony Działacz Sztuk Azerbejdżańskiej SRR. Laureat Państwowej Nagrody Azerbejdżańskiej SRR.

## Wybrane scenariusze filmowe
- 1974: Auto, skrzypce i pies Kleks
- 1982: Tam, na tajemniczych dróżkach